# الدف (محافظة خليص)
الدَّف قرية سعودية، تتبع محافظة خليص بمنطقة مكة المكرمة. تقع في شمال شرق مدينة جدة بمسافة نحو (77) كم.